# Sestav petih malih kubikubooktaedrov
Sestav petih malih kubikubooktaedrov je v geometriji sestav uniformnih poliedrov, ki jih sestavlja pet malih kubikubooktaedrov. Imajo enako razvrstitev oglišč kot v sestav petih malih rombikubooktaedrov.

## Vir
- Skilling, John (1976), »Uniform Compounds of Uniform Polyhedra«, Mathematical Proceedings of the Cambridge Philosophical Society, 79 (3): 447–457, doi:10.1017/S0305004100052440, MR 0397554.